# Dodge B-Serie
Die Dodge-Division von Chrysler nutzte den Namen Dodge B-Serie für zwei verschiedene Fahrzeugtypen, einen Pick-up und einen Van.

## Pick-up

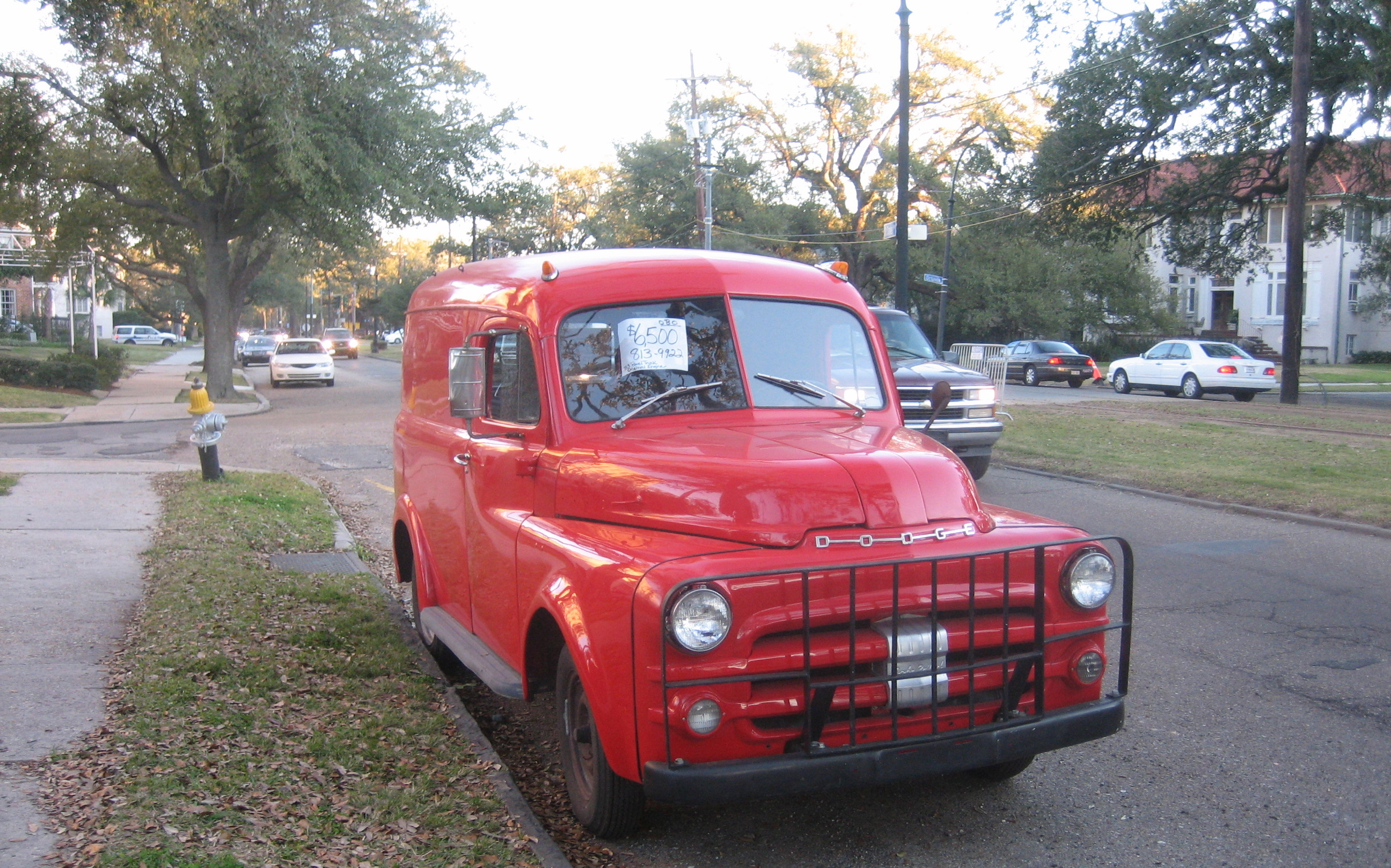
Dodge B-Serie (1953)

Der Pick-up wurde von 1948 bis 1953 angeboten. Er ersetzte die Dodge-Nutzfahrzeuge, die vor dem Zweiten Weltkrieg gebaut wurden. Ab 1954 nahm die C-Serie ihren Platz ein.
Die Pick-ups der B-Serie ein Führerhaus mit größeren Fenstern, das auf Wunsch auch mit hinteren Seitenfenstern ausgestattet werden konnte. Die Fahrzeuge hatten die gleichen Rahmen wie ihr Vorkriegs-Pendant, allerdings lag der Schwerpunkt weiter vorne, sodass die Ladekapazität größer wurde.

## Van

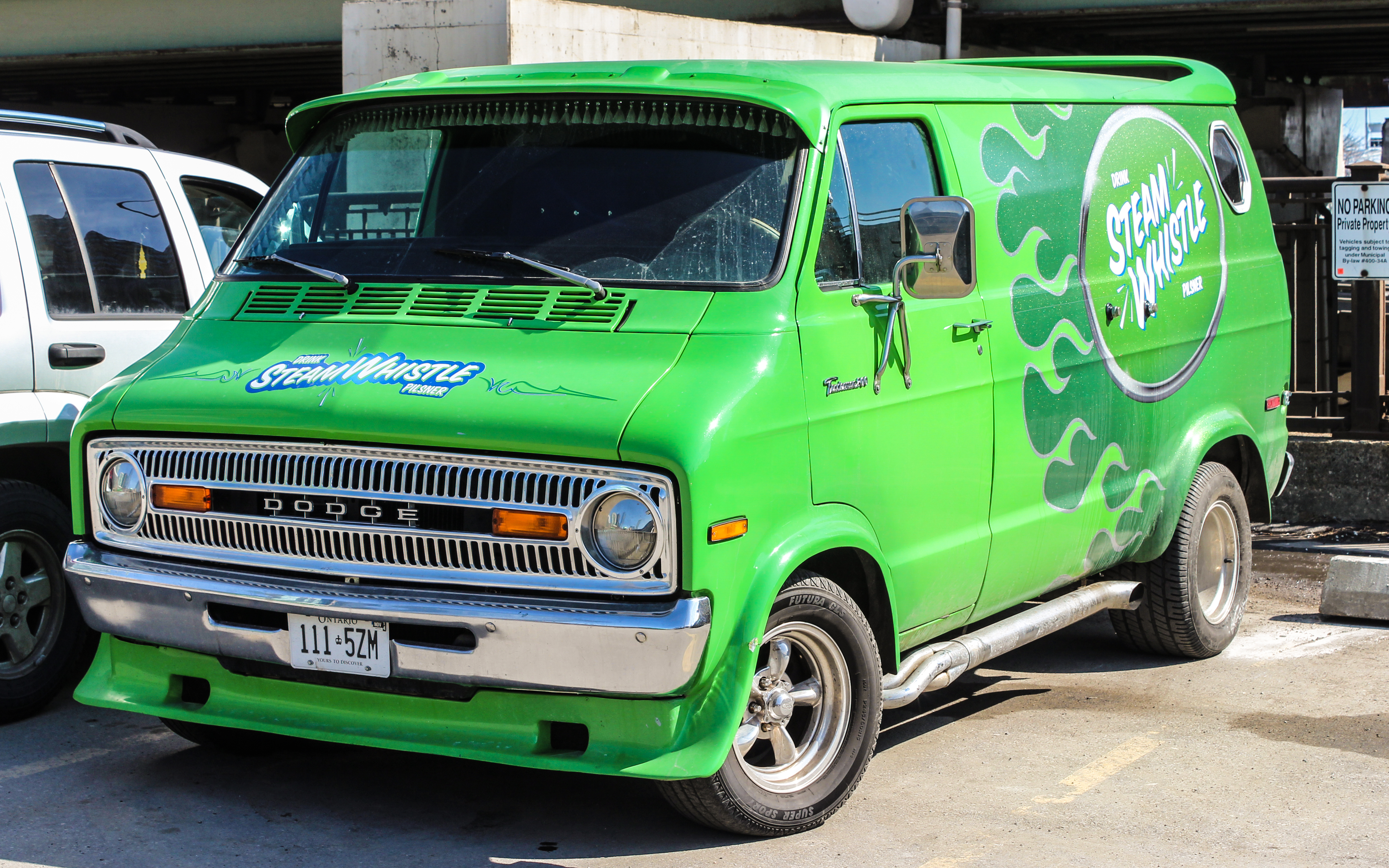
Dodge Tradesman der B-Serie

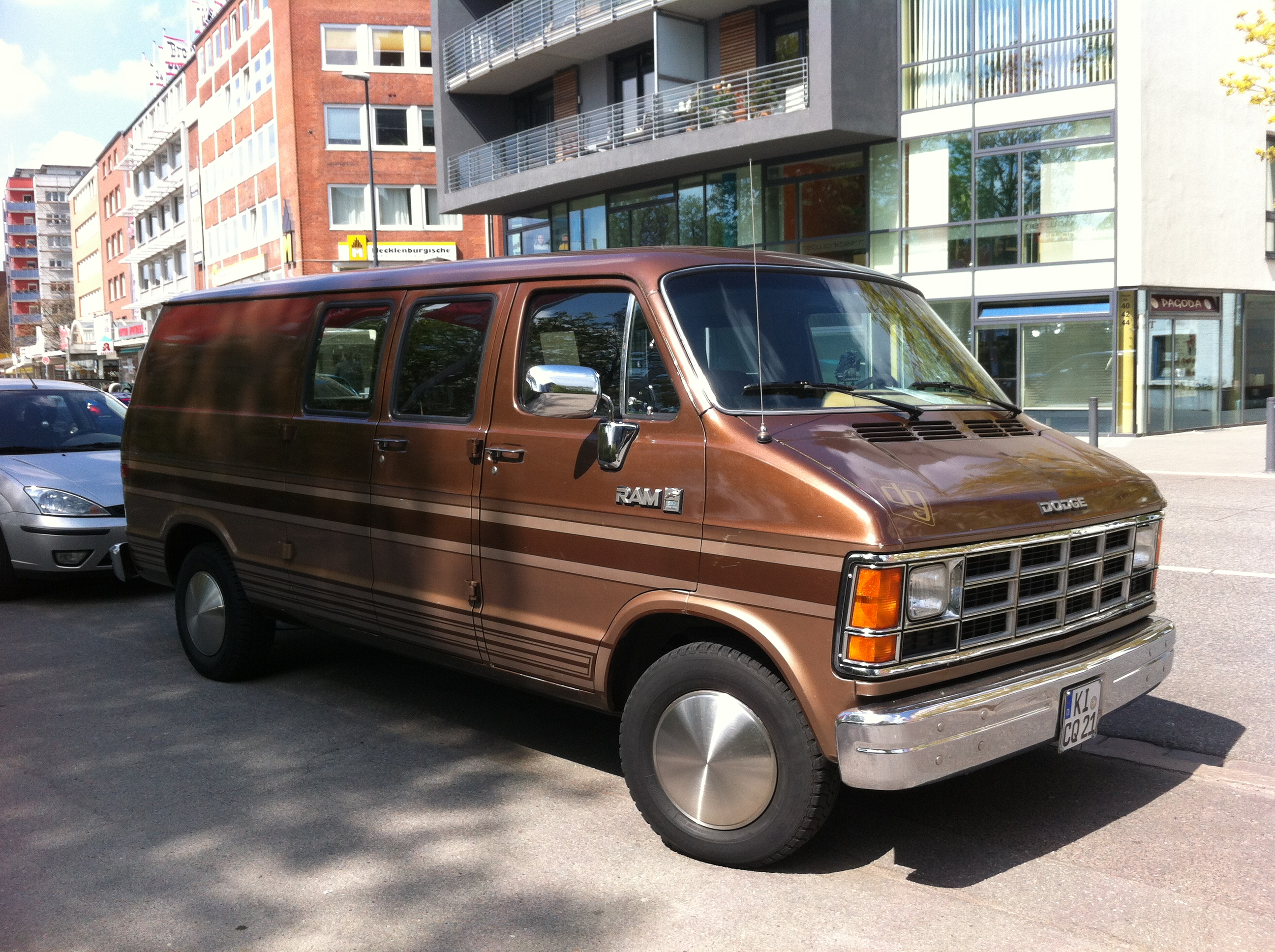
Dodge RAM Wagon 250

Der Name B-Serie bezieht sich auch auf eine Reihe großer Vans, die Dodge von 1970 bis 2003 herstellte. Ursprünglich hießen sie B100, B200 und B300, dann addierte man 50 und multiplizierte das Resultat mit 10, sodass die neuen Bezeichnungen B1500, B2500 und B3500 waren.
Verkauft wurden sie auch als Dodge Ram Wagon, Dodge Sportsman, Dodge Tradesman, Dodge Van und Plymouth Voyager (1974–1983); dann hießen sie Ram Van, Ram Wagon und – seit kurzem – Mini Ram Van. Es gab auch ein Modell mit größerer Bauhöhe unter dem Namen Kary Van.
Lieferwagen und Vans hatten die gleichen Fahrgestelle und Motoren (6- und 8-Zylinder), aber die Vans hatten Sitze für bis zu 15 Passagiere (bei den Maxivans), doppelte Klimaanlagen (in den späteren Jahren) und große Seitenfenster. Die Vans für 15 Personen werden heute üblicherweise von Pendlern, Kirchengemeinden, Pfadfindergruppen und bestimmten Firmen oder als Camping-Fahrzeuge genutzt.
Es gab zwei Radstände: 2769 mm und 3226 mm; die Maxivans hatten den langen Radstand. Motoren gab es vom Reihensechszylinder mit 3244 cm³ Hubraum (nur in den Modelljahren 1970 und 1971) bis zum kürzlich verfügbaren V8 mit 7210 cm³. Erdgasgetriebene Versionen gab es ab etwa 1995 für Betreiber von Fahrzeugflotten.
Viele Jahre lang führte Dodge die Liste der Van-Hersteller an, wobei auch Umbauten für Geschäftsleute, als Ambulanzfahrzeuge, Schulbusse und Camper verfügbar waren. Vielfach wurden die Fahrzeuge auch von Karosseriebetrieben nach Kundenwunsch umgebaut. 1979 aber gingen die Verkaufszahlen für Vans zurück, Dodge stellte auch keine Fahrgestelle für Vans mehr her und der Verkauf der werksgefertigten Vans fiel auch um rund 50 %. Ab diesem Zeitpunkt gab es auch weniger Umbauten auf Basis der B-Vans.